# محمد حمدي عثمان
محمد حمدي عثمان (ولد في 17 يونيو 1954) هو لاعب كرة سلة مصري. تنافس في بطولة الرجال في دورة الألعاب الأولمبية الصيفية عام 1976.

## روابط خارجية
- محمد حمدي عثمان على موقع الاتحاد الدولي لكرة السلة (الإنجليزية)
- محمد حمدي عثمان على موقع سبورتس رفرنس (الإنجليزية)
- محمد حمدي عثمان على موقع أوليمبيديا (الإنجليزية)